# Conus brandonensis
Espèce
Conus brandonensis est une espèce de mollusques gastéropodes marins de la famille des Conidae.
Comme toutes les espèces du genre Conus, ces escargots sont prédateurs et venimeux. Ils sont capables de « piquer » les humains et doivent donc être manipulés avec précaution, voire pas du tout.

## Taxonomie

### Publication originale
L'espèce Conus brandonensis a été décrite pour la première fois en 2019 par le malacologiste allemand Felix Lorenz (d) dans « Conchylia »,.

### Synonymes
- Conus (Darioconus) brandonensis (Lorenz, 2019) · appellation alternative
- Darioconus brandonensis Lorenz, 2019 · non accepté (basionyme)